# Pippa Scott
Pippa Scott (Los Angeles, 10 de novembro de 1935 – Santa Mônica, 22 de maio de 2025) foi uma atriz norte-americana, que tem atuado no cinema e na televisão desde a década de 1950.

## Filmografia parcial
| Year | Title                      | Role                | Notes                             |
| ---- | -------------------------- | ------------------- | --------------------------------- |
| 1956 | The Searchers              | Lucy Edwards        |                                   |
| 1958 | As Young as We Are         | Kim Hutchins        |                                   |
| 1958 | Auntie Mame                | Pegeen Ryan         |                                   |
| 1963 | My Six Loves               | Dianne Soper        |                                   |
| 1964 | Quick, Let's Get Married   | Gina                | Título original: "The Confession" |
| 1966 | For Pete's Sake            | Esposa do atendente |                                   |
| 1968 | Petulia                    | May                 |                                   |
| 1969 | Some Kind of a Nut         | Doutora Sara        |                                   |
| 1971 | Cold Turkey                | Natalie Brooks      |                                   |
| 1972 | Magical Disappearing Money | Bruxa da Mercearia  | Curta educacional                 |
| 1984 | The Sound of Murder        | Ilene Forbes        |                                   |
| 2011 | Footprints                 | Genevieve           |                                   |
| 2013 | Automotive                 | Helen               |                                   |

## Morte
Scott morreu em 22 de maio de 2025, aos 90 anos, de insuficiência cardíaca em sua casa em Santa Mônica, Califórnia.